# Eurolega 2016 (hockey in-line)
L'Eurolega 2016 è stata l'11ª edizione della massima competizione europea per squadre di club di hockey in-line. È stata disputata dal 3 al 6 marzo 2016 a Rethel in Francia. 
Il Diables Rethelois si è aggiudicato il trofeo per la sesta volta nella sua storia sconfiggendo in finale il Tigres de Garges.

## Squadre partecipanti
| - Charleroi Wolves - Phoenix Bruxelles - Diables Rethelois - Tigres de Garges - Mannheim - Norton Cyclones | - Milano Quanta - CPL Valladolid - Rubì - IhcSF Linth - Laupersdorf |

## Partite

### Prima fase

#### Girone A
| Squadra           | Pt | G | V | VR | PR | P | GF | GS | DR  |
| ----------------- | -- | - | - | -- | -- | - | -- | -- | --- |
| Diables Rethelois | 11 | 4 | 3 | 1  | 0  | 0 | 38 | 8  | +30 |
| Norton Cyclones   | 7  | 4 | 1 | 2  | 0  | 1 | 25 | 19 | +6  |
| Rubì              | 7  | 4 | 2 | 0  | 1  | 1 | 21 | 15 | +6  |
| IhcSF Linth       | 5  | 4 | 1 | 0  | 2  | 1 | 23 | 19 | +4  |
| Phoenix Bruxelles | 0  | 4 | 0 | 0  | 0  | 4 | 5  | 51 | -46 |

| Rethel 3 marzo 2016 | Phoenix Bruxelles | 0 – 20 | Diables Rethelois |  |

| Rethel 3 marzo 2016 | Rubì | 6 – 4 | IhcSF Linth |  |

| Rethel 3 marzo 2016 | Diables Rethelois | 4 – 1 | Rubì |  |

| Rethel 3 marzo 2016 | Norton Cyclones | 11 – 1 | Phoenix Bruxelles |  |

| Rethel 4 marzo 2016 | Diables Rethelois | 9 – 3 | Norton Cyclones |  |

| Rethel 4 marzo 2016 | IhcSF Linth | 10 – 2 | Phoenix Bruxelles |  |

| Rethel 4 marzo 2016 | Rubì | 4 – 5 (d.t.s.) | Norton Cyclones |  |

| Rethel 4 marzo 2016 | IhcSF Linth | 4 – 5 (d.t.s.) | Diables Rethelois |  |

| Rethel 5 marzo 2016 | Phoenix Bruxelles | 2 – 10 | Rubì |  |

| Rethel 5 marzo 2016 | Norton Cyclones | 6 – 5 (d.t.s.) | IhcSF Linth |  |

#### Girone B
| Squadra          | Pt | G | V | VR | PR | P | GF | GS | DR  |
| ---------------- | -- | - | - | -- | -- | - | -- | -- | --- |
| Tigres de Garges | 13 | 5 | 4 | 0  | 1  | 0 | 39 | 12 | +27 |
| Milano Quanta    | 12 | 5 | 3 | 1  | 1  | 0 | 37 | 11 | +26 |
| CPL Valladolid   | 11 | 5 | 3 | 1  | 0  | 1 | 31 | 11 | +20 |
| Laupersdorf      | 6  | 5 | 2 | 0  | 0  | 3 | 16 | 22 | -6  |
| Mannheim         | 3  | 5 | 1 | 0  | 0  | 4 | 15 | 45 | -30 |
| Charleroi Wolves | 0  | 5 | 0 | 0  | 0  | 5 | 6  | 43 | -37 |

| Rethel 3 marzo 2016 | Laupersdorf | 1 – 6 | CPL Valladolid |  |

| Rethel 3 marzo 2016 | Milano Quanta | 10 – 1 | Mannheim |  |

| Rethel 3 marzo 2016 | Mannheim | 0 – 14 | Tigres de Garges |  |

| Rethel 3 marzo 2016 | Laupersdorf | 5 – 1 | Charleroi Wolves |  |

| Rethel 3 marzo 2016 | CPL Valladolid | 6 – 5 (d.t.s.) | Milano Quanta |  |

| Rethel 3 marzo 2016 | Charleroi Wolves | 2 – 11 | Tigres de Garges |  |

| Rethel 4 marzo 2016 | Tigres de Garges | 6 – 3 | Laupersdorf |  |

| Rethel 4 marzo 2016 | Milano Quanta | 13 – 0 | Charleroi Wolves |  |

| Rethel 4 marzo 2016 | Mannheim | 1 – 11 | CPL Valladolid |  |

| Rethel 4 marzo 2016 | Tigres de Garges | 4 – 5 (d.t.s.) | Milano Quanta |  |

| Rethel 4 marzo 2016 | Charleroi Wolves | 0 – 6 | CPL Valladolid |  |

| Rethel 4 marzo 2016 | Laupersdorf | 7 – 5 | Mannheim |  |

| Rethel 5 marzo 2016 | Milano Quanta | 4 – 0 | Laupersdorf |  |

| Rethel 5 marzo 2016 | Charleroi Wolves | 3 – 8 | Mannheim |  |

| Rethel 5 marzo 2016 | CPL Valladolid | 2 – 4 | Tigres de Garges |  |

### Fase finale

#### Semifinali
| Rethel 5 marzo 2016 | Diables Rethelois | 6 – 1 | Milano Quanta |  |

| Rethel 5 marzo 2016 | Tigres de Garges | 7 – 0 | Norton Cyclones |  |

#### Finale 3º posto
| Rethel 6 marzo 2016 | Norton Cyclones | 3 – 6 | Milano Quanta |  |

#### Finale 1º posto
| Rethel 6 marzo 2016 | Diables Rethelois | 7 – 3 | Tigres de Garges |  |